# Mistrzostwa Polski w Badmintonie 1998
34. Mistrzostwa Polski w Badmintonie 1998 odbyły się w dniach 6 - 8 lutego 1998 w Krakowie

## Medaliści
| Konkurencja:            | Złoto:                                                                    | Srebro:                                                             | Brąz: |
| gra pojedyncza kobiet   | Katarzyna Krasowska (Technik Głubczyce)                                   | Joanna Szleszyńska (SKB Suwałki)                                    | Kinga Rudolf (Kolejarz Częstochowa) Dorota Grzejdak (Pobrzeże Koszlin)                                                                      |
| gra pojedyncza mężczyzn | Jacek Niedźwiedzki (SKB Suwałki)                                          | Dariusz Zięba (Polonez Warszawa)                                    | Paweł Kościelniak (Dwójka Blachownia) Marcin Burzyński (Piast-B Słupsk)                                                                     |
| gra podwójna kobiet     | Bożena Haracz (Technik Głubczyce) Katarzyna Krasowska (Technik Głubczyce) | Kinga Rudolf (Kolejarz Częstochowa) Agata Stelmaszczyk (AZS Kraków) | Małgorzata Jura (SKB Suwałki) Joanna Szleszyńska (SKB Suwałki) Agnieszka Jaskuła (Piast-B Słupsk) Krystyna Polakowska (Warmia Olsztyn)      |
| gra podwójna mężczyzn   | Michał Łogosz (Bizon Płock) Damian Pławecki (AZS Kraków)                  | Jerzy Dołhan (Zremb Solec Kuj.) Jacek Hankiewicz (AZS Kraków)       | Robert Mateusiak (Polonez Warszawa) Dariusz Zięba (Polonez Warszawa) Marcin Burzyński (Piast-B Słupsk) Piotr Żołądek (Piast-B Słupsk)       |
| gra mieszana            | Damian Pławecki(AZS Kraków) Dorota Grzejdak (Pobrzeże Koszalin)           | Jerzy Dołhan (Zremb Solec Kuj.) Bożena Haracz (Technik Głubczyce)   | Piotr Żołądek (Piast-B Słupsk) Kamila Augustyn (Piast-B Słupsk) Michał Mirowski (Ruch Piotrków Tryb.) Barbara Kulanty (Ruch Piotrków Tryb.) |